# Mémorial du génocide de Srebrenica
Le mémorial du génocide de Srebrenica, dénommé officiellement mémorial et cimetière de Srebrenica-Potočari pour les victimes du génocide de 1995, est le complexe mémorial-cimetière de Srebrenica mis en place pour honorer les victimes du massacre de Srebrenica en 1995. Les victimes, au moins 8 372 d'entre elles, étaient principalement des hommes, en grande majorité des Bosniaques musulmans et également quelques Croates catholiques.
En mai 2017, 6 938 victimes musulmanes du génocide ont été identifiées grâce à une analyse ADN (menée par la Commission internationale des personnes disparues) de restes humains récupérés dans des fosses communes ou dans des charniers et 6 765 (chiffres de juillet 2025) victimes musulmanes ont été enterrées,,.

## Ouverture
Le complexe commémoratif-cimetière, d'un coût de 5,8 millions de dollars, a été financé par des dons de groupes privés et de gouvernements. Les États-Unis ont fourni un million de dollars pour le projet,.
Le mémorial est inauguré par l'ancien président des États-Unis, Bill Clinton, le 20 septembre 2003,.

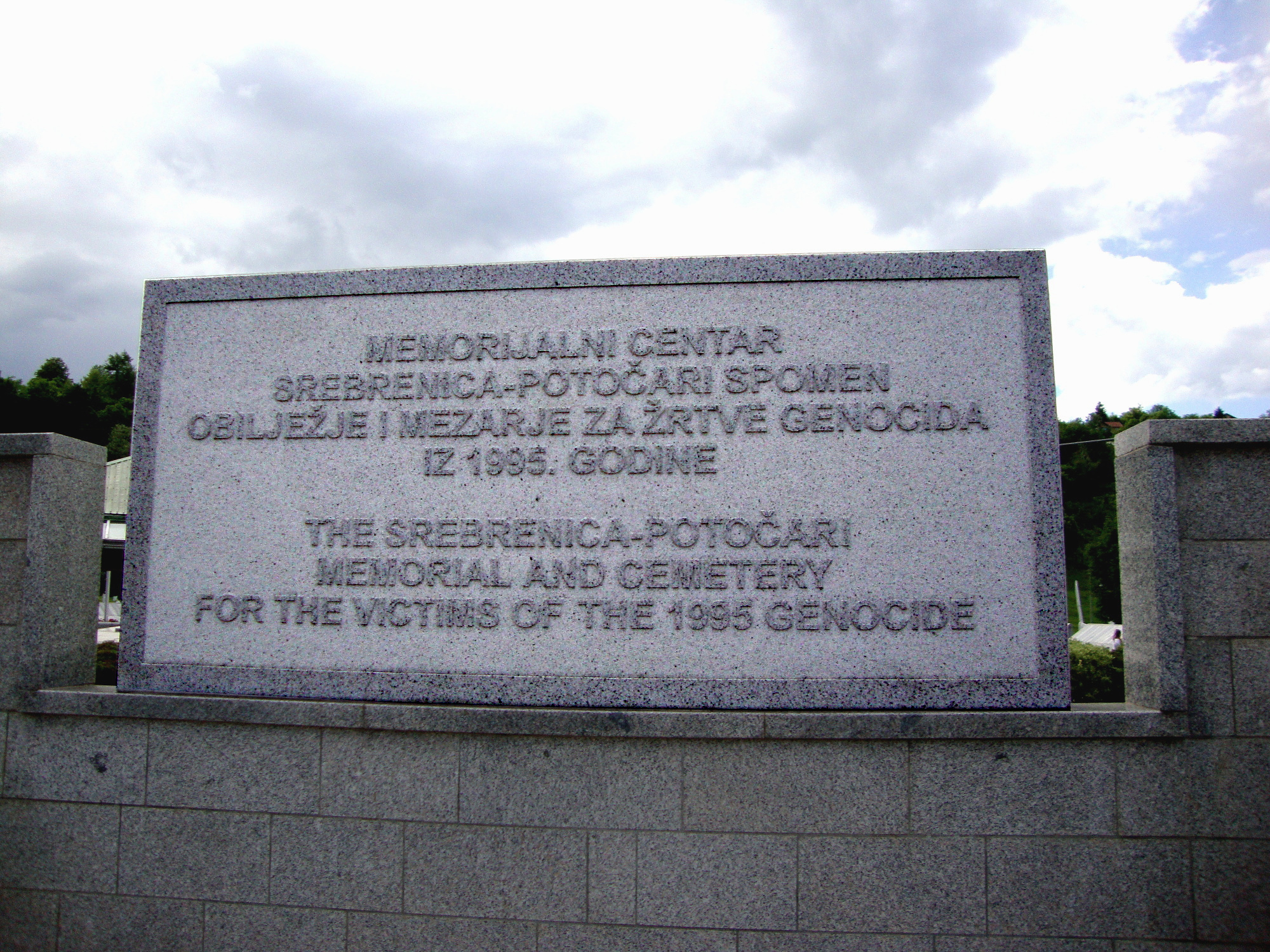
Le mémorial de Srebrenica-Potočari et le cimetière des victimes du génocide
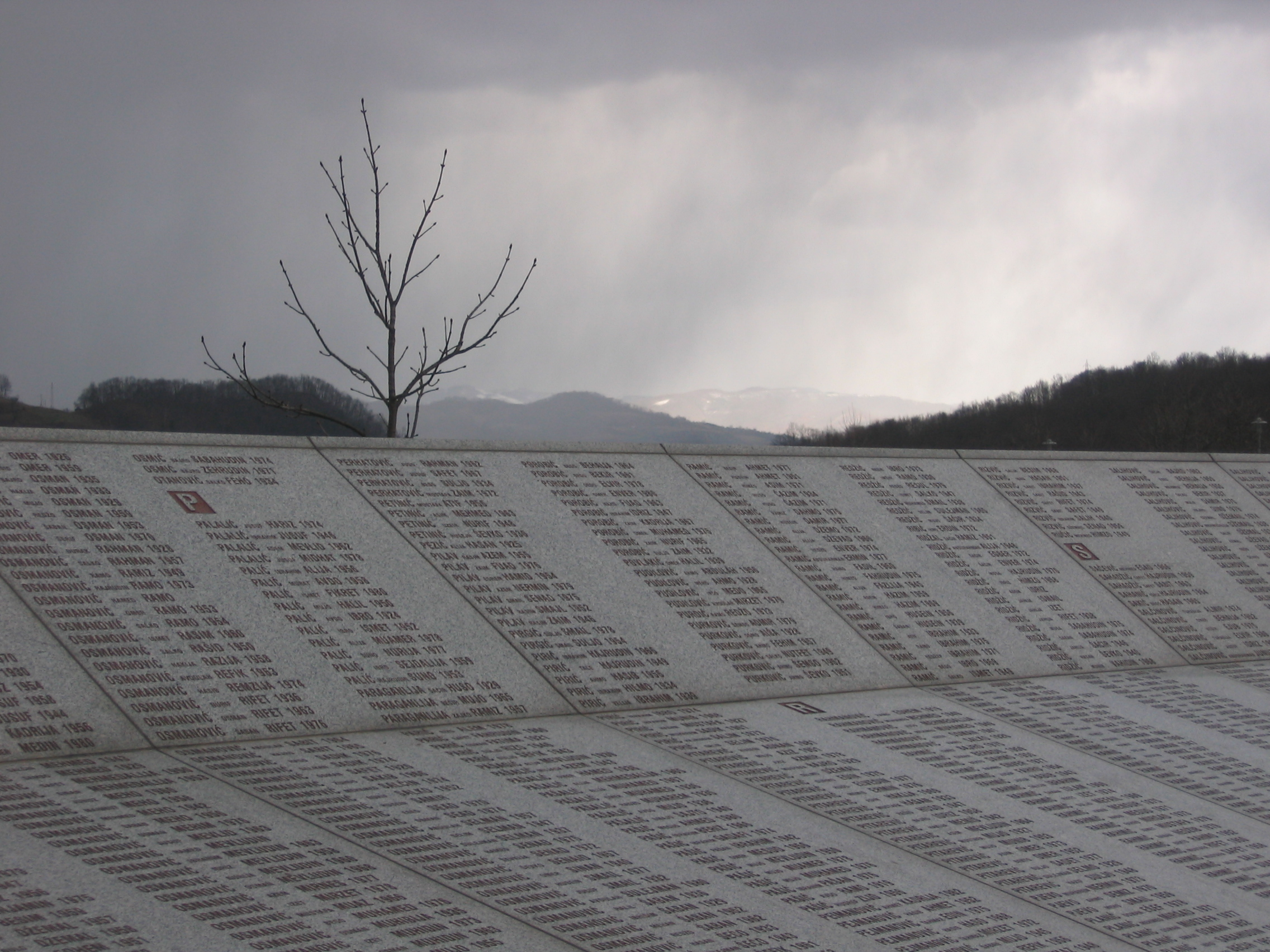
Mur des noms (2009)
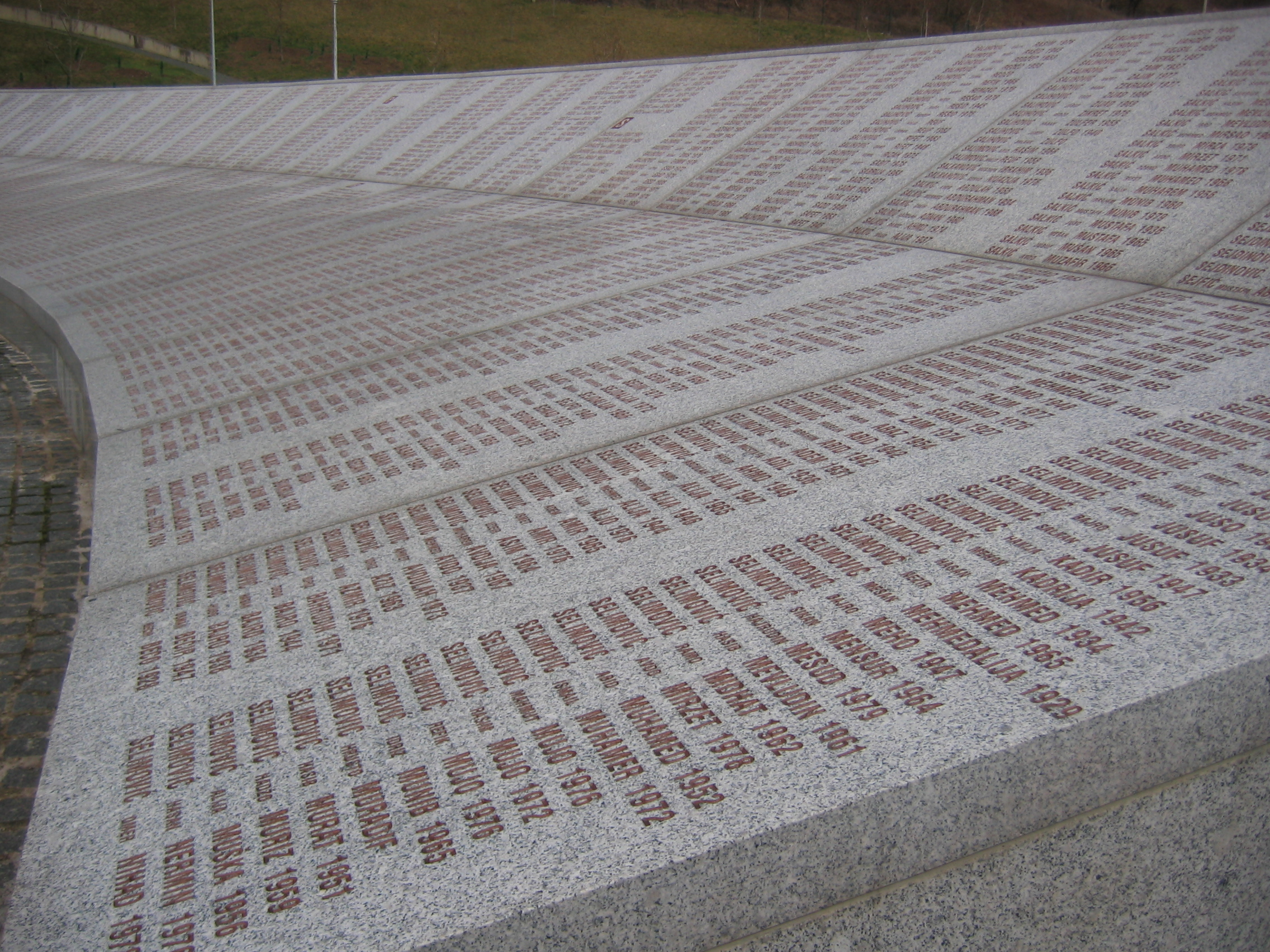
Une partie du mur de marbre avec les noms des victimes (2009)
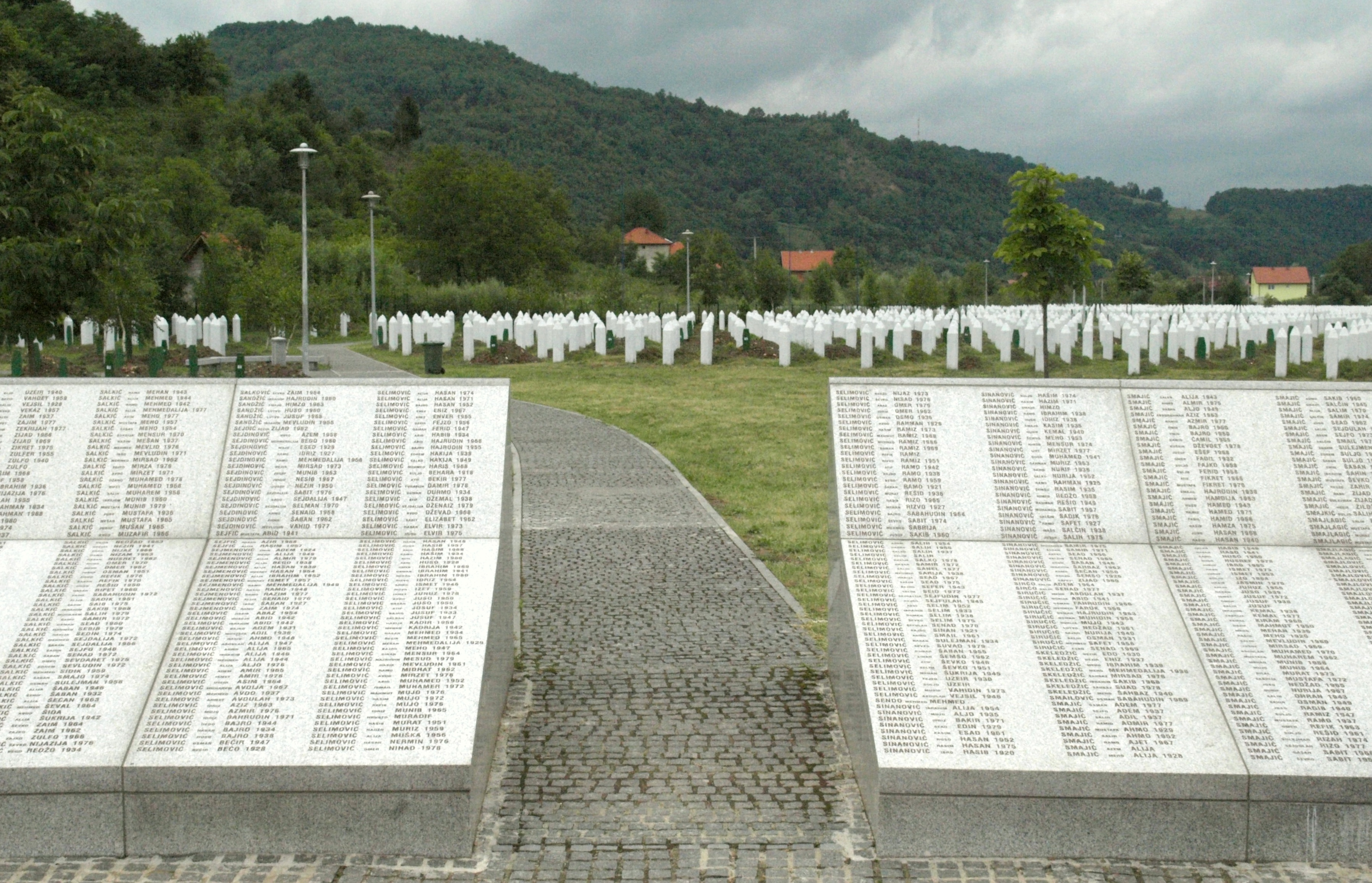
Cimetière (2008)
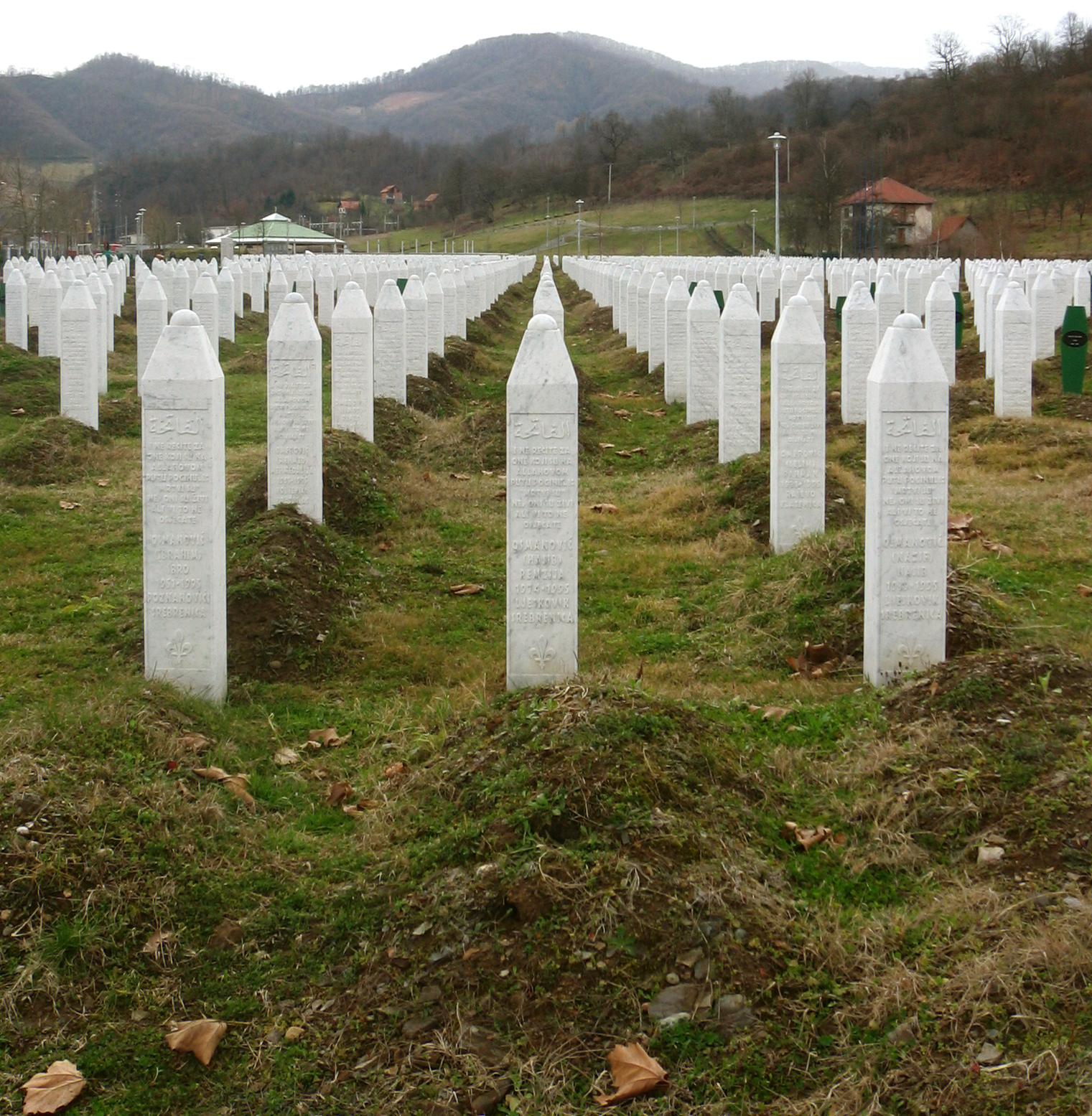
Pierres tombales (2009)
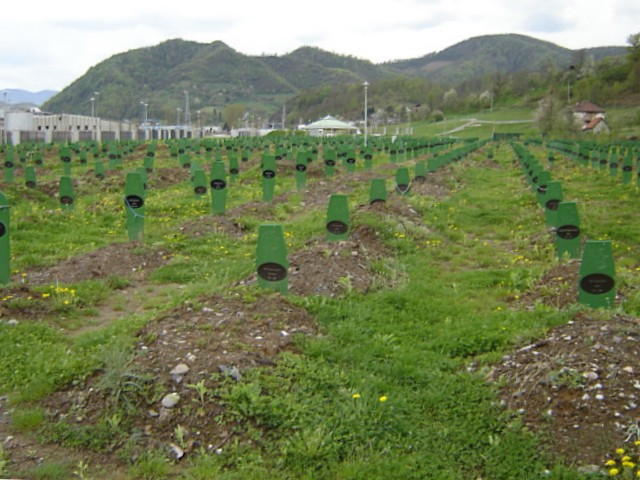
Tombes du centre commémoratif de Srebrenica–Potočari
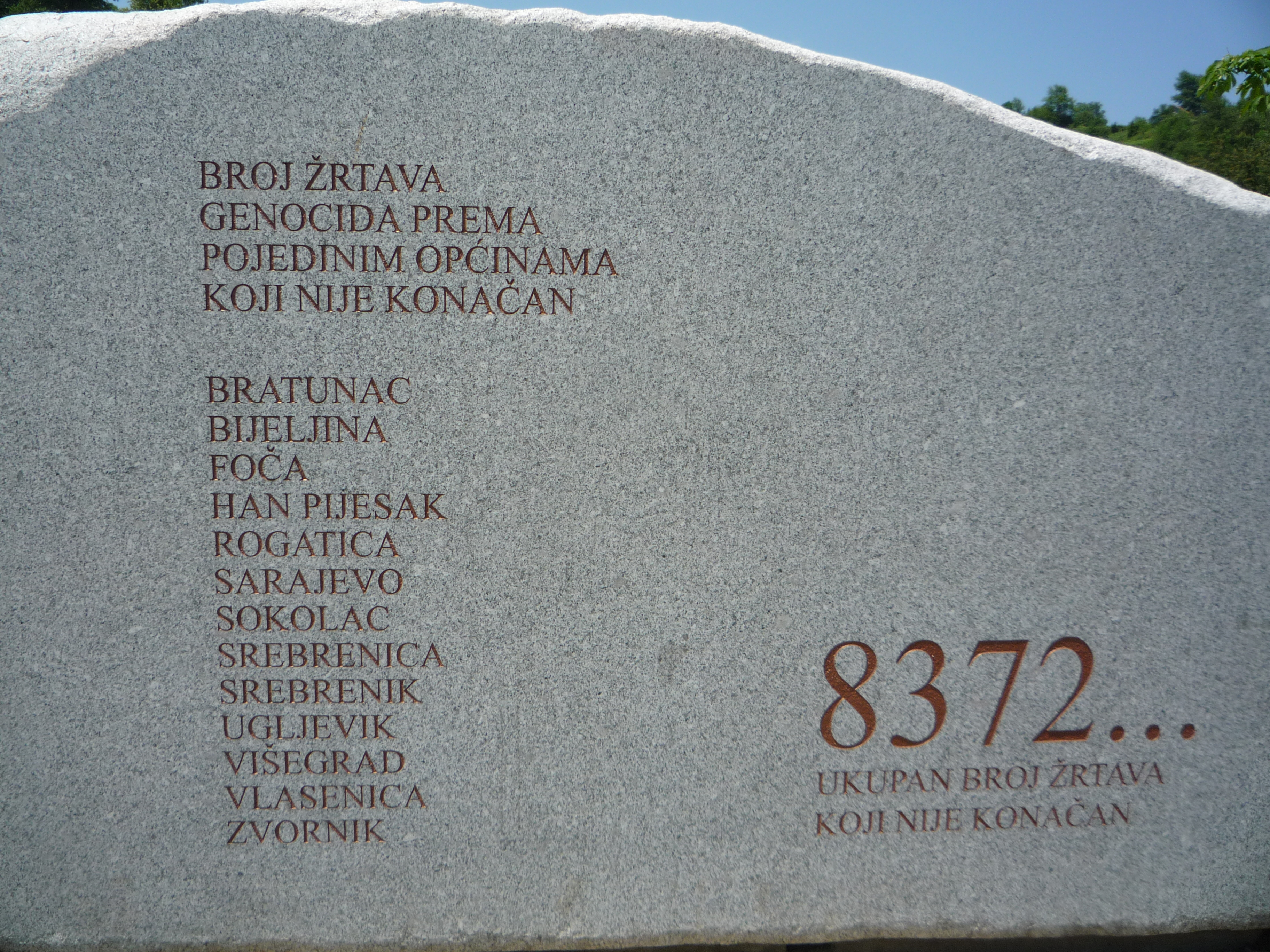
Nombre indéfini de personnes massacrées dans le génocide (2009)

## Voir également
- Guerre de Bosnie-Herzégovine
- Génocide bosniaque
- Massacre de Srebrenica
- Donji Potočari